# France Huser
Pour les articles homonymes, voir Huser.
France Huser, née le 28 septembre 1940 à Alger, est une romancière et critique d'art française.

## Biographie
Fille de Lyne Lassalle, Miss France 1936, France Huser, née à Alger, a passé sa petite enfance à Kenadsa, aux portes du Sahara, où son père ingénieur avait été envoyé. Marquée par les paysages du désert, elle s'en souviendra dans son roman Le Murmure des sables.
Agrégée de Lettres Modernes, elle a enseigné à la faculté d'arts plastiques, Paris XV. Elle a été critique d'art au Nouvel Observateur. Dans le numéro du 3 mars 1980 elle a réalisé un long entretien avec René Char qui a été repris en notes dans René Char, Œuvres complètes (Pléiade). D'autres entretiens avec le poète ont suivi, parus sous le titre Sous ma casquette amarante dans René Char, Œuvres complètes (Pléiade, p. 851-870). Ce texte a été repris dans la collection Poésie/Gallimard : René Char, En trente-trois morceaux et autres poèmes suivi de Sous ma casquette amarante.
Son premier roman, La Maison du désir, "le livre des sensations", lui a valu un succès critique et populaire. L'intervention de Françoise Dolto qui participait à la même émission d'Apostrophes, contribua au succès de ce livre. Elle est l’auteur d'un récit sur l'adoption de sa fille, Aurélia et d'une dizaine de romans dont Les Lèvres nues, La Colline rouge, et Le Murmure des sables publiés aux Éditions du Seuil, et La Fille à lèvre d'orange, La Triche et La Peau, seulement parus chez Gallimard.
France Huser  reçu en 1993 le prix des Libraires de Normandie pour sa biographie Charlotte Corday ou l'Ange de la colère, et, en 2004, le Prix Amerigo-Vespucci pour son roman Le Murmure des sables.
Elle a été mariée à l'écrivain et journaliste Olivier Todd et, ensemble, ils ont une fille, Aurélia Todd.

## Romans
- La Maison du désir, Paris, Le Seuil, 1982.
- Aurélia, Paris, Le Seuil, 1984.
- La Chambre ouverte Paris, Le Seuil, 1986.
- Les Lèvres nues, Paris, Le Seuil, 1988.
- La Colline rouge, Paris, Le Seuil, 1992.
- Charlotte Corday ou l'Ange de la colère, Paris, Robert Laffont, 1993.
- La Nuit de l'iceberg, Paris, Fayard, 1995 (co-auteur  Bernard Géniès), 460 p.
- Le Murmure des sables, Paris, Le Seuil, 2004.
- La Fille à lèvre d'orange, Paris, Gallimard, 2006, 144 pages  (ISBN 2070779815)
- La Triche, Paris, Gallimard, 2010, 176 pages  (ISBN 9782070128617)
- La Peau, seulement, Paris, Gallimard, 2011.